# Iwan Welkow
Iwan Welkow Iwanow (englische Transkription Ivan Velkov Ivanov, bulgarisch Иван Велков Иванов; * 19. Mai 1881 in Bajlowo, Oblast Sofia; † 10. Mai  1958 in Sofia) war ein bulgarischer Archäologe.
Iwan Welkow studierte seit 1909 an der Universität Wien Alte Geschichte und Klassische Archäologie und wurde dort 1915 bei Wilhelm Kubitschek promoviert. Von 1919 bis 1937 war Kurator der Antikenabteilung im Nationalen Archäologischen Museum in Sofia, von 1938 bis 1944 war er Direktor des Museums. Unter seiner Leitung wurde das alte Museumsgebäude um zwei Flügel erweitert, bei den Bombenangriffen 1944 sorgte er für die Sicherung der Sammlung.
Sein Hauptforschungsgebiet war die Archäologie in Thrakien, wo er zahlreiche Ausgrabungen durchführte.
Sein Sohn war der Archäologe Welisar Welkow.